# Cintré
Cintré település Franciaországban, Ille-et-Vilaine megyében. Lakosainak száma 2614 fő (2022. január 1.). Cintré La Chapelle-Thouarault, Breteil, Mordelles és Talensac községekkel határos.

## Népesség
A település népességének változása:
| Lakosok száma | 533  | 1069 | 1170 | 2021 | 2154 | 2276 | 2278 | 2410 | 2476 | 2614 |
|               | 1968 | 1982 | 1990 | 2006 | 2011 | 2016 | 2017 | 2019 | 2020 | 2022 |